# Hemieuxoa gandakiensis
Hemieuxoa gandakiensis är en fjärilsart som beskrevs av Yoshimoto. Hemieuxoa gandakiensis ingår i släktet Hemieuxoa och familjen nattflyn. Inga underarter finns listade i Catalogue of Life.